# Anne Belle
Anne Belle, geb. Stagg (* 10. Juni 1935 in Santiago de Chile; † 18. Juni 2003 in Los Angeles), war eine US-amerikanische Filmregisseurin und Filmproduzentin.

## Leben
Anne Belle war die Tochter von Cynthia und Albert Stagg, einem Urenkel des ersten Präsidenten Ecuadors, Juan José Flores. In Santiago de Chile geboren, wuchs sie in Kanada, Marokko und England auf. In London absolvierte sie eine Ballettausbildung und hatte in Kanada und England einige Tanzauftritte. Danach arbeitete sie als Radioansagerin und Angestellte einer Plattenfirma für klassische Musik in Boston. Später zog sie nach New York City und war als freie Autorin und Redakteurin für die Zeitschrift House & Garden tätig. Daneben studierte sie Fotografie an der School of Visual Arts, interessierte sich aber zunehmend für das Drehen von Filmen. Schließlich schrieb sie sich am Graduate Institute of Film and Television der New York University ein, wo sie 1968 mit dem Master of Fine Arts abschloss.
Während des Studiums begann Anne Belle zusammen mit Kommilitonen an ihrem ersten Film zu arbeiten. Die so entstandene schwarzweiße Kurz-Dokumentation Henry porträtiert einen alten Mann, der auf einer ehemaligen Zucker-Schute auf dem Hudson River lebt und für den seine Unabhängigkeit von größter Bedeutung ist. Der Film feierte seine Premiere im Museum of Modern Art und wurde auf dem Sender WNET/Thirteen ausgestrahlt. Er lief unter anderem auch bei den 24. Internationalen Filmfestspielen von Cannes und beim Edinburgh International Film Festival und gewann 1971 einen CINE Golden Eagle Award.
Ab 1971 lebte Belle in Remsenburg, einem Dorf im Suffolk County, New York. Inspiriert durch dort gewonnene Eindrücke entstand ihr Dokumentarfilm Baymen – Our Waters are Dying (1976). Er handelt von Muschelsammlern auf Long Island, deren Lebensunterhalt durch die zunehmende Wasserverschmutzung bedroht ist. Belle arbeitete drei Jahre an dem 29 Minuten langen Film. Er wurde auf PBS ausgestrahlt und lief unter anderem auf dem Chicago International Film Festival, wo er in der Kategorie „Documentaries on the Environment and Conservation“ den zweiten Platz belegte und mit einer Silberplakette ausgezeichnet wurde. Er gewann auch eine Bronze-Venus beim Virgin Islands Festival und wurde 1978 auf dem Melbourne International Film Festival gezeigt.
Belle, die sich zeitlebens für Ballett interessierte, machte als Regisseurin insbesondere durch ihre Dokumentarfilm-Trilogie zu diesem Thema auf sich aufmerksam. Sie begann mit einem Porträt der russisch-amerikanischen Primaballerina Alexandra Dionissijewna Danilowa (Reflections, 1980), die sie selbst bei einer Aufführung der Ballets Russes de Monte Carlo als Neunjährige erlebt hatte. Darauf folgte Balanchines Ballerinen (1989), eine Dokumentation über das New York City Ballett, dessen Leiter George Balanchine und sechs seiner Tänzerinnen (darunter Maria Tallchief und Melissa Hayden). Auch der dritte Dokumentarfilm der Reihe, Suzanne Farrell: Elusive Muse (1996), stellt mit Suzanne Farrell eine für Balanchine arbeitende Tänzerin in den Mittelpunkt. Der Film hatte seine Premiere 1996 auf dem New York Film Festival und lief als Special der PBS-Anthologie-Serie Great Performances (Dance In America). Er brachte Belle und Co-Regisseurin Deborah Dickson bei der Oscarverleihung 1997 eine Nominierung in der Kategorie „Bester Dokumentarfilm“ ein.
Belle inszenierte außerdem mehrere Kurzfilme für den Children’s Television Workshop. Zum Zeitpunkt ihres Todes arbeitete sie an einem Film über den Ballettlehrer Stanley Williams und hatte eine Option für die Verfilmung des Buches Passionate Nomad von Jane Fletcher Geniesse über die Forschungsreisende Freya Madeline Stark. Beides wurde jedoch nicht mehr realisiert.
Anne Belle war mit dem Architekten John Belle verheiratet und hatte zwei Kinder. 2003 starb sie im Alter von 68 Jahren an einem Herzinfarkt im Haus ihrer Tochter in Los Angeles.

## Filmografie (Auswahl)
- 1971: Henry (Kurzfilm)
- 1976: Baymen – Our Waters Are Dying
- 1980: Reflections of a Dancer: Alexandra Danilova
- 1989: Balanchines Ballerinen (Dancing for Mr. B: Six Balanchine Ballerinas)
- 1996: Suzanne Farrell: Elusive Muse